# Annie Award voor beste animatiefilm
De Annie Award voor beste animatiefilm (Annie Award for Best Animated Feature) is een Annie Award die sinds 1992 jaarlijks wordt uitgegeven aan een animatiefilm. In 1998 is de prijs hernoemd naar Outstanding Achievement in an Animated Theatrical Feature, waarna de originele titel weer werd gebruikt in 2001.

## Winnaars en genomineerden
De winnaars staan bovenaan in vette letters op een blauwe achtergrond. De overige films en productiebedrijven die werden genomineerd staan eronder vermeld in alfabetische volgorde.

### 1992-1999
| Jaar                                   | Film                                                               | Productiebedrijf |
| -------------------------------------- | ------------------------------------------------------------------ | ---------------- |
| 1992                                   |                                                                    |                  |
| Beauty and the Beast                   | Walt Disney Pictures                                               |                  |
| Bebe's Kids                            | Hyperion en Paramount Pictures                                     |                  |
| FernGully: The Last Rainforest         | 20th Century Fox, Kroyer Films en FAI Films                        |                  |
| 1993                                   |                                                                    |                  |
| Aladdin                                | Walt Disney Pictures                                               |                  |
| Little Nemo: Adventures in Slumberland | Tokyo Movie Shinsha                                                |                  |
| Once Upon a Forest                     | 20th Century Fox                                                   |                  |
| 1994                                   |                                                                    |                  |
| The Lion King                          | Walt Disney Pictures                                               |                  |
| Batman: Mask of the Phantasm           | Warner Bros. Animation                                             |                  |
| The Nightmare Before Christmas         | Skellington en Touchstone                                          |                  |
| 1995                                   |                                                                    |                  |
| Pocahontas                             | Walt Disney Feature Animation                                      |                  |
| A Goofy Movie                          | Walt Disney Television Animation                                   |                  |
| The Swan Princess                      | Rich Entertainment                                                 |                  |
| 1996                                   |                                                                    |                  |
| Toy Story                              | Walt Disney Pictures en Pixar                                      |                  |
| Balto                                  | Universal Pictures, Amblimation                                    |                  |
| Ghost in the Shell                     | Shochiku, Production I.G.                                          |                  |
| The Hunchback of Notre Dame            | Walt Disney Pictures                                               |                  |
| James and the Giant Peach              | Walt Disney Pictures, Skellington Productions en Allied Filmmakers |                  |
| 1997                                   |                                                                    |                  |
| Cats Don't Dance                       | Turner Feature Animation en David Kirschner Productions            |                  |
| Hercules                               | Walt Disney Productions                                            |                  |
| Space Jam                              | Warner Bros. en Courtside Seats Productions                        |                  |
| 1998                                   |                                                                    |                  |
| Mulan                                  | Walt Disney Feature Animation                                      |                  |
| Anastasia                              | Fox Animation Studios                                              |                  |
| I Married a Strange Person!            | Bill Plympton                                                      |                  |
| Quest for Camelot                      | Warner Bros. Feature Animation                                     |                  |
| 1999                                   |                                                                    |                  |
| The Iron Giant                         | Warner Bros. Feature Animation                                     |                  |
| A Bug's Life                           | Walt Disney Pictures en Pixar Animation Studios                    |                  |
| The Prince of Egypt                    | DreamWorks Pictures                                                |                  |
| South Park: Bigger, Longer & Uncut     | Paramount Pictures                                                 |                  |
| Tarzan                                 | Walt Disney Pictures                                               |                  |

### 2000-2009
| Jaar                                           | Film                                                                                  | Productiebedrijf |
| ---------------------------------------------- | ------------------------------------------------------------------------------------- | ---------------- |
| 2000                                           |                                                                                       |                  |
| Toy Story 2                                    | Walt Disney Pictures en Pixar Animation Studios                                       |                  |
| Chicken Run                                    | Pathe, Aardman en Dreamworks SKG                                                      |                  |
| Fantasia 2000                                  | Walt Disney Pictures                                                                  |                  |
| The Road to El Dorado                          | Dreamworks SKG                                                                        |                  |
| Titan A.E.                                     | 20th Century Fox Animation                                                            |                  |
| 2001                                           |                                                                                       |                  |
| Shrek                                          | PDI en DreamWorks SKG                                                                 |                  |
| Blood: The Last Vampire                        | SPE Visual Works, Sony Computer Entertainment, IG Plus en IPA                         |                  |
| The Emperor's New Groove                       | Walt Disney Feature Animation                                                         |                  |
| Osmosis Jones                                  | Warner Bros. Animation                                                                |                  |
| 2002                                           |                                                                                       |                  |
| Spirited Away                                  | Studio Ghibli                                                                         |                  |
| Ice Age                                        | 20th Century Fox en Blue Sky Studios                                                  |                  |
| Lilo & Stitch                                  | Walt Disney Animation Studios                                                         |                  |
| Monsters, Inc.                                 | Pixar Animation Studios                                                               |                  |
| Spirit: Stallion of the Cimarron               | DreamWorks                                                                            |                  |
| 2003                                           |                                                                                       |                  |
| Finding Nemo                                   | Pixar Animation Studios                                                               |                  |
| Brother Bear                                   | Walt Disney Pictures                                                                  |                  |
| Looney Tunes: Back in Action                   | Warner Bros.                                                                          |                  |
| Millennium Actress                             | Go Fish Pictures                                                                      |                  |
| Triplets of Belleville                         | Les Armateurs                                                                         |                  |
| 2004                                           |                                                                                       |                  |
| The Incredibles                                | Pixar Animation Studios                                                               |                  |
| Ghost in the Shell 2: Innocence                | Go Fish Pictures                                                                      |                  |
| Shrek 2                                        | DreamWorks Animation                                                                  |                  |
| The SpongeBob SquarePants Movie                | Peanut Worm Productions                                                               |                  |
| 2005                                           |                                                                                       |                  |
| Wallace & Gromit: The Curse of the Were-Rabbit | Aardman Animations en DreamWorks Animation                                            |                  |
| Chicken Little                                 | Walt Disney Feature Animation                                                         |                  |
| Corpse Bride                                   | Warner Bros., Tim Burton en Laika Entertainment                                       |                  |
| Howl's Moving Castle                           | Walt Disney Studios en Studio Ghibli                                                  |                  |
| Madagascar                                     | DreamWorks Animation                                                                  |                  |
| 2006                                           |                                                                                       |                  |
| Cars                                           | Pixar Animation Studios                                                               |                  |
| Happy Feet                                     | Warner Bros. Pictures, Village Roadshow Pictures, Kennedy Miller en Animal Logic Film |                  |
| Monster House                                  | Columbia Pictures, ImageMovers en Amblin Production                                   |                  |
| Open Season                                    | Sony Pictures Animation en Columbia Pictures                                          |                  |
| Over the Hedge                                 | DreamWorks Animation                                                                  |                  |
| 2007                                           |                                                                                       |                  |
| Ratatouille                                    | Pixar Animation Studios                                                               |                  |
| Bee Movie                                      | DreamWorks Animation                                                                  |                  |
| Persepolis                                     | Sony Pictures Classics                                                                |                  |
| The Simpsons Movie                             | 20th Century Fox                                                                      |                  |
| Surf's Up                                      | Sony Pictures Animation                                                               |                  |
| 2008                                           |                                                                                       |                  |
| Kung Fu Panda                                  | DreamWorks Animation                                                                  |                  |
| $9.99                                          | Sherman Pictures en Lama Films                                                        |                  |
| Bolt                                           | Walt Disney Animation Studios                                                         |                  |
| WALL-E                                         | Pixar Animation Studios                                                               |                  |
| Waltz with Bashir                              | Sony Pictures Classics, Bridgit Folman, Les Films D'ici en Razor Films                |                  |
| 2009                                           |                                                                                       |                  |
| Up                                             | Pixar Animation Studios                                                               |                  |
| Cloudy with a Chance of Meatballs              | Sony Pictures Animation                                                               |                  |
| Coraline                                       | Laika                                                                                 |                  |
| Fantastic Mr. Fox                              | 20th Century Fox                                                                      |                  |
| The Princess and the Frog                      | Walt Disney Animation Studios                                                         |                  |
| The Secret of Kells                            | Cartoon Saloon                                                                        |                  |

### 2010-2019
| Jaar                                       | Film                                                                       | Productiebedrijf |
| ------------------------------------------ | -------------------------------------------------------------------------- | ---------------- |
| 2010                                       |                                                                            |                  |
| How to Train Your Dragon                   | DreamWorks Animation                                                       |                  |
| Despicable Me                              | Illumination Entertainment en Universal Pictures                           |                  |
| The Illusionist                            | Django Films                                                               |                  |
| Tangled                                    | Walt Disney Animation Studios                                              |                  |
| Toy Story 3                                | Walt Disney Pictures en Pixar Animation Studios                            |                  |
| 2011                                       |                                                                            |                  |
| Rango                                      | Paramount Pictures & Nickelodeon Movies, A Blind Wink en GK Films          |                  |
| Arrugas (Wrinkles)                         | Perro Verde Films en S.L.                                                  |                  |
| Arthur Christmas                           | Sony Pictures Animation en Aardman Animations                              |                  |
| Cars 2                                     | Pixar Animation Studios                                                    |                  |
| A Cat in Paris                             | Folimage                                                                   |                  |
| Chico & Rita                               | Chico & Rita Distribution Limited                                          |                  |
| Kung Fu Panda 2                            | DreamWorks Animation                                                       |                  |
| Puss in Boots                              | DreamWorks Animation                                                       |                  |
| Rio                                        | Blue Sky Studios                                                           |                  |
| Tintin                                     | Amblin Entertainment, WingNut Films en The Kennedy/Marshall Company        |                  |
| 2012                                       |                                                                            |                  |
| Wreck-It Ralph                             | Walt Disney Animation Studios                                              |                  |
| Brave                                      | Pixar Animation Studios                                                    |                  |
| Frankenweenie                              | Walt Disney Studios                                                        |                  |
| Hotel Transylvania                         | Sony Pictures Animation                                                    |                  |
| ParaNorman                                 | Laika en Focus Features                                                    |                  |
| The Pirates! Band of Misfits               | Aardman Animations en Sony Pictures Animation                              |                  |
| The Rabbi's Cat                            | GKIDS                                                                      |                  |
| Rise of the Guardians                      | DreamWorks Animation                                                       |                  |
| 2013                                       |                                                                            |                  |
| Frozen                                     | Walt Disney Animation Studios                                              |                  |
| The Croods                                 | DreamWorks Animation                                                       |                  |
| Despicable Me 2                            | Illumination Entertainment                                                 |                  |
| Ernest & Celestine                         | Les Armateurs                                                              |                  |
| A Letter to Momo                           | Production I.G                                                             |                  |
| Monsters University                        | Pixar Animation Studios                                                    |                  |
| The Wind Rises                             | Studio Ghibli en Touchstone Pictures                                       |                  |
| 2014                                       |                                                                            |                  |
| How to Train Your Dragon 2                 | DreamWorks Animation                                                       |                  |
| Big Hero 6                                 | Walt Disney Animation Studios                                              |                  |
| The Book of Life                           | Reel FX Animation Studios en 20th Century Fox                              |                  |
| The Boxtrolls                              | Focus Features en Laika                                                    |                  |
| Cheatin'                                   | Plymptoons Studio                                                          |                  |
| The Lego Movie                             | Warner Bros. Pictures                                                      |                  |
| Song of the Sea                            | GKIDS en Cartoon Saloon                                                    |                  |
| The Tale of the Princess Kaguya            | GKIDS en Studio Ghibli                                                     |                  |
| 2015                                       |                                                                            |                  |
| Inside Out                                 | Pixar Animation Studios                                                    |                  |
| Anomalisa                                  | Paramount Pictures                                                         |                  |
| The Good Dinosaur                          | Pixar Animation Studios                                                    |                  |
| The Peanuts Movie                          | Blue Sky Studios en 20th Century Fox Animation                             |                  |
| Shaun the Sheep Movie                      | Aardman Animations                                                         |                  |
| 2016                                       |                                                                            |                  |
| Zootopia                                   | Walt Disney Animation Studios                                              |                  |
| Finding Dory                               | Pixar Animation Studios                                                    |                  |
| Kubo and the Two Strings                   | Laika                                                                      |                  |
| Kung Fu Panda 3                            | DreamWorks Animation                                                       |                  |
| Moana                                      | Walt Disney Animation Studios                                              |                  |
| 2017                                       |                                                                            |                  |
| Coco                                       | Pixar Animation Studios                                                    |                  |
| The Boss Baby                              | DreamWorks Animation                                                       |                  |
| Captain Underpants: The First Epic Movie   | DreamWorks Animation                                                       |                  |
| Cars 3                                     | Pixar Animation Studios                                                    |                  |
| Despicable Me 3                            | Illumination                                                               |                  |
| 2018                                       |                                                                            |                  |
| Spider-Man: Into the Spider-Verse          | Sony Pictures Animation                                                    |                  |
| Early Man                                  | Aardman Animations                                                         |                  |
| Incredibles 2                              | Pixar Animation Studios                                                    |                  |
| Isle of Dogs                               | Fox Searchlight Pictures, Indian Paintbrush en American Empirical Pictures |                  |
| Ralph Breaks the Internet                  | Walt Disney Animation Studios                                              |                  |
| 2019                                       |                                                                            |                  |
| Klaus                                      | Netflix, The Spa Studios en Atresmedia Cine                                |                  |
| Frozen II                                  | Walt Disney Animation Studios                                              |                  |
| How to Train Your Dragon: The Hidden World | DreamWorks Animation                                                       |                  |
| Missing Link                               | Laika                                                                      |                  |
| Toy Story 4                                | Pixar Animation Studios                                                    |                  |

### 2020-2029
| Jaar                           | Film                                                               | Productiebedrijf |
| ------------------------------ | ------------------------------------------------------------------ | ---------------- |
| 2020                           |                                                                    |                  |
| Soul                           | Pixar Animation Studios                                            |                  |
| The Croods: A New Age          | DreamWorks Animation                                               |                  |
| Onward                         | Pixar Animation Studios                                            |                  |
| Trolls World Tour              | DreamWorks Animation                                               |                  |
| The Willoughbys                | Netflix, BRON Animation en Creative Wealth Media                   |                  |
| 2021                           |                                                                    |                  |
| The Mitchells vs. the Machines | Sony Pictures Animation voor Netflix                               |                  |
| Encanto                        | Walt Disney Animation Studios                                      |                  |
| Luca                           | Pixar Animation Studios                                            |                  |
| Raya and the Last Dragon       | Walt Disney Animation Studios                                      |                  |
| Sing 2                         | Illumination                                                       |                  |
| 2022                           |                                                                    |                  |
| Guillermo del Toro's Pinocchio | Netflix, Double Dare You!, ShadowMachine en The Jim Henson Company |                  |
| Puss in Boots: The Last Wish   | DreamWorks Animation                                               |                  |
| The Sea Beast                  | Netflix                                                            |                  |
| Turning Red                    | Pixar Animation Studios                                            |                  |
| Wendell & Wild                 | Netflix, Monkeypaw Productions en Gotham Group                     |                  |